# Benjamin Jacobsson
Benjamin Jacobsson, född 1 november 1995 i Norrköping, är en svensk handbollsspelare i RP IF i Linköping.

## Handbollskarriär
Benjamin påbörjade sin handbollskarriär i moderklubben Norrköpings HK. Som 16-åring, flyttade han till Göteborg för spel i Redbergslids IK.  I november 2013 debuterade han i Elitserien med sitt Redbergslids IK och lyckades t.o.m bli noterad i målprotokollet med sitt allra första elitseriemål. Ett halvår senare, i juli 2014, belönades Benjamin med ett kontrakt för Redbergslids herrar.  Efter att senare fått mindre speltid i Redbergslid, bestämde sig Benjamin för ett klubbyte och återvände hem till Östergötland, där valet föll på Linköpingslaget RP IF .